# Національне зібрання Гамбії
Національні збори (англ. National Assembly) — однопалатний законодавчий орган Гамбії.

## Склад
Національні збори складаються з однієї палати і включають 53 депутатів. 48 депутатів обираються прямим голосуванням, 5 призначаються президентом. Очолює парламент спікер Абдулі Боянг.